# Tattersall (patroon)

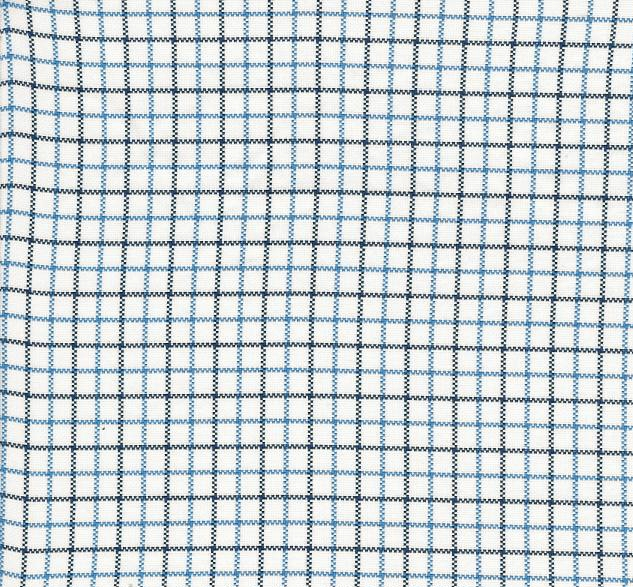
Een tattersall check met blauwe en zwarte strepen op een witte achtergrond.

Een tattersall is een ruitpatroon dat geweven is in een bepaald stuk stof. Dit patroon is opgebouwd uit dunne strepen die zowel verticaal als horizontaal steeds op dezelfde afstand van elkaar liggen, waardoor ze een vierkant vormen. Overhemden gemaakt uit deze check gelden tegenwoordig, samen met de waxjas, als hét symbool van het Engelse landleven.
De oorsprong van de term is niet geheel duidelijk, maar deze wordt vaak toegeschreven aan Richard Tattersall. In de 18e eeuw bezat Richard Tattersall een paardenmarkt, alwaar de dekens van de paarden dezelfde patronen hadden als de hemden van vandaag.
De basiskleur van een tattersall check behelst vaak een lichte tint, doorgaans wit of beige. De strepen die het patroon vormen zijn meestal in karakteristieke kleuren als wijnrood, donkerbruin, flesgroen, blauw of zwart. Omdat de hemden dienen als klederdracht voor het ruige Engelse plattelandsleven, dienen deze enigszins klimaatbestendig te zijn. Hierdoor wordt vaak geopteerd voor katoenen flanel, door zijn soepelheid geliefd als vrijetijdsstof, of viyella, een gemengd weefsel dat de dikte van wol met het draaggemak van katoen combineert.